# Tafsīr al-Dschalālain

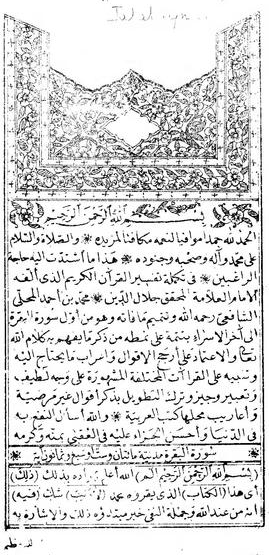
Tafsir al-Dschalalain

Tafsīr al-Dschalālain (arabisch تفسير الجلالين, DMG tafsīr al-ǧalālain ‚Tafsīr der beiden Dschalāl‘) ist eine klassische sunnitische Koran-Auslegung. Er wurde von Dschalāl ad-Dīn al-Mahalli (* 1389; † 1459 in Kairo) begonnen und von seinem Schüler as-Suyūtī (* 1445; † 1505 in Kairo) abgeschlossen.
Der Werktitel leitet sich vom identischen Ehrentitel des Verfassers und seines Schülers ab; beide nannte man Dschalāl ad-Dīn: „Pracht der Religion“. Der Tafsīr besteht nur aus einem Band und ist sehr populär geworden. Er wurde bisher in mehrere Sprachen übersetzt, in Deutsch ist er nicht verfügbar. Die englische Übersetzung stammt von Feras Hamza.